# حملات ۲۰۱۱ در نروژ

رنگ سرخ: ساختمان نخست‌وزیری رنگ نارنجی: خودرو حامل بمب رنگ آبی: ساختمان وزارت نفت

حملات ۲۰۱۱ در نروژ شامل مجموعه حملات تروریستی از جمله انفجار یک بمب در نزدیکی ساختمانی دولتی در اسلو نروژ در تاریخ ۲۲ ژوئیه ۲۰۱۱ می‌باشد. این بمب در خارج دفتر نخست‌وزیر نروژ و ساختمان‌های دولتی نزدیک به آن منفجر شد که بر اثر آن ۸ تن کشته شدند. پس از آن نیز در جزیره‌ای در شمال غرب اسلو با نام اوتوئیا تیراندازی شکل گرفت که در این حادثه نیز ۶۹ تن کشته شدند؛ که در مجموع این دو عملیات ۷۷ نفر جان خود را از دست دادند.
اندرس برینگ برویک متهم اصلی این حملات است.